# Antonia di Tralles
Antonia di Tralles (52 a.C. circa – dopo il 34 a.C.) è stata la prima figlia legittima di Marco Antonio.

## Biografia

### Origini e fidanzamento col figlio di Lepido
Nacque dal matrimonio con l'omonima cugina, Antonia Ibrida, figlia di Gaio Antonio Ibrida. Dopo il divorzio dei genitori nel 47 a.C., rimase nella casa paterna, allevata prima da Fulvia ed in seguito da Ottavia, rispettivamente seconda e terza moglie del padre.
Nel 44 a.C. Marco Antonio, preoccupato della posizione di potere di Marco Emilio Lepido, tentò di venire a patti con lui tramite un'alleanza matrimoniale, fidanzando la figlia maggiore al figlio del rivale. Entrambi i promessi sposi all'epoca erano ancora bambini, tanto che si dovettero aspettare sette anni prima di arrivare a delle trattative per un matrimonio; nel 37 a.C., infatti, Marco Antonio mandò il suo liberto Callia da Lepido per concludere le nozze, prima della sua partenza per la campagna contro i Parti.
Ma quando alla fine dello stesso anno Ottaviano ed Antonio si accordarono a Taranto per il rinnovo del mandato triumvirale, Lepido venne estromesso da ogni decisione e destituito da ogni incarico, a causa dei suoi non chiari legami con Sesto Pompeo, figlio di Gneo Pompeo Magno e oppositore dei triumviri. La promessa matrimoniale fra Antonia e Marco Emilio Lepido il Giovane venne dunque sciolta ed i genitori dei ragazzi poterono stringere legami matrimoniali con altre famiglie. Lepido fece sposare il figlio con Servilia, figlia di Publio Servilio Vatia Isaurico, un tempo fidanzata con Ottaviano.

### Matrimonio dinastico
Marco Antonio aveva progetti molto diversi per la figlia Antonia; il primo a gettare luce sulla figura di Antonia e a fare chiarezza sulla sua sorte dopo la rottura del fidanzamento con il figlio di Lepido, è stato Theodor Mommsen. Prima del Mommsen quasi nessuno storico ha mai preso in considerazione questa prima figlia di Antonio o, se lo ha fatto, come il Drumann ad esempio , si è limitato a riportare le fonti antiche e a non aggiungere alcuna considerazione dopo il passo di Cassio Dione. Mommsen, partendo da un'iscrizione di Smirne nella quale Zenone, figlio di Polemone e Pitodoris è detto nipote per linea materna (θυγατριδεύς) di Antonia Evergete, ipotizza che quest'ultima fosse la primogenita di Marco Antonio, figlia poco conosciuta e nota dalle fonti perché premorta al padre. A sostegno di quest'ultima ipotesi Mommsen porta un passo di Plutarco, nel quale si dice che Antonio lasciò sette figli: considerando i due figli nati da Fulvia, i tre da Cleopatra e le due Antonie nate da Ottavia, si può notare come Plutarco non ricordi la prima figlia. A confermare quest'ipotesi c'è inoltre il fatto che i nomi delle figlie di Ottavia, Antonia Maggiore e Antonia Minore, non avrebbero alcun senso se ci fosse stata una terza sorella omonima in vita. Secondo la ricostruzione del Mommsen dunque Antonia avrebbe sposato attorno al 34 a.C. Pitodoro di Tralles e, tramite la figlia Pitodorida, sarebbe diventata la progenitrice delle case reali del Ponto e dell'Armenia.
Dunque, attorno al 34 a.C., Marco Antonio inaugurò la politica matrimoniale orientale dando in sposa la figlia primogenita a Pitodoro di Tralles, appartenente ad una potente famiglia originaria di Nisa in Caria. Il padre di Pitodoro, Chairemon di Nisa, durante la seconda guerra mitridatica nell'88 a.C. aveva portato avanti una politica filoromana, appoggiando il proconsole d'Asia, Gaio Cassio.
Mitridate VI del Ponto ordinò allora al satrapo Leonippo di catturare Chairemon e i suoi figli, nonostante il primo si fosse rifugiato nell'Arthemision di Efeso.
I due figli di Chairemon, Pition e Pitodoro, riuscirono a scampare all'eccidio seguendo dei profughi romani nell'isola di Rodi. Stando alle notizie fornite da Strabone, Pitodoro divenne in seguito asiarca di Tralles e strinse amicizia con Pompeo, arricchendosi a tal punto da possedere un patrimonio di ben duemila talenti che, nonostante la confisca di Giulio Cesare, riuscì a riscattare e a lasciare intatto in eredità ai propri figli.
Al momento del matrimonio con Antonia, Pitodoro doveva aver superato abbondantemente la sessantina, considerando che perse il padre durante la seconda guerra mitridatica e che nel 59 a.C. è ricordato da Marco Tullio Cicerone come uno degli uomini più illustri della città di Tralles. Nonostante la differenza di età il matrimonio fu concluso ed Antonio ebbe così un ulteriore legame in Oriente, dopo essere riuscito a creare vari stati vassallo come il Ponto, la Pisidia, la Cilicia, la Galazia e aver posto sui vari troni uomini a lui fedeli.
Il matrimonio con Pitodoro durò comunque pochi anni perché Antonia morì dopo non molto lasciando un'unica figlia, Pitodorida, che avrebbe avuto in seguito una posizione di grande importanza nella politica dei regni orientali. Pitodorida infatti sposò attorno al 12 a.C. Polemone I Eusebe, re del Ponto, rimanendone vedova dopo solo quattro anni. Risposatasi in seconde nozze con Archelao di Cappadocia, si mantenne tuttavia autonoma dal marito, regnando come unica sovrana del Ponto.
Dei tre figli avuti da Polemone, il primo, Marco Antonio Polemone II, venne associato come co-reggente della madre e le succedette alla sua morte; il secondo, Zenone, venne proclamato re d'Armenia nel 18.

## Ascendenza
|                       |                       |                     | Genitori                     |  |  | Nonni |  |  | Bisnonni              |  |  | Trisnonni |  |
|                       |                       |                     |                              |  |  |       |  |  | Marco Antonio Oratore |  |  | …         |  |
|                       |                       |                     |                              |  |  |       |  |  | Marco Antonio Oratore |  |  | …         |  |
|                       |                       | …                   |                              |  |  |       |  |  | Marco Antonio Oratore |  |  |           |  |
| Marco Antonio Cretico |                       |                     |                              |  |  |       |  |  | Marco Antonio Oratore |  |  |           |  |
|                       |                       | …                   | …                            |  |  |       |  |  |                       |  |  |           |  |
|                       |                       | …                   | …                            |  |  |       |  |  |                       |  |  |           |  |
|                       |                       | …                   | …                            |  |  |       |  |  |                       |  |  |           |  |
| Marco Antonio         |                       | …                   |                              |  |  |       |  |  |                       |  |  |           |  |
|                       |                       | Lucio Giulio Cesare | Lucio Giulio Cesare Strabone |  |  |       |  |  |                       |  |  |           |  |
|                       |                       | Lucio Giulio Cesare | Lucio Giulio Cesare Strabone |  |  |       |  |  |                       |  |  |           |  |
|                       |                       | Lucio Giulio Cesare | Popillia                     |  |  |       |  |  |                       |  |  |           |  |
| Giulia                |                       | Lucio Giulio Cesare |                              |  |  |       |  |  |                       |  |  |           |  |
|                       |                       | Fulvia              | …                            |  |  |       |  |  |                       |  |  |           |  |
|                       |                       | Fulvia              | …                            |  |  |       |  |  |                       |  |  |           |  |
|                       |                       | Fulvia              | …                            |  |  |       |  |  |                       |  |  |           |  |
| Antonia di Tralles    |                       | Fulvia              |                              |  |  |       |  |  |                       |  |  |           |  |
|                       | Marco Antonio Oratore | …                   |                              |  |  |       |  |  |                       |  |  |           |  |
|                       | Marco Antonio Oratore | …                   |                              |  |  |       |  |  |                       |  |  |           |  |
|                       | Marco Antonio Oratore | …                   |                              |  |  |       |  |  |                       |  |  |           |  |
| Gaio Antonio Ibrida   | Marco Antonio Oratore |                     |                              |  |  |       |  |  |                       |  |  |           |  |
|                       |                       | …                   | …                            |  |  |       |  |  |                       |  |  |           |  |
|                       |                       | …                   | …                            |  |  |       |  |  |                       |  |  |           |  |
|                       |                       | …                   | …                            |  |  |       |  |  |                       |  |  |           |  |
| Antonia Ibrida        |                       | …                   |                              |  |  |       |  |  |                       |  |  |           |  |
|                       |                       | …                   | …                            |  |  |       |  |  |                       |  |  |           |  |
|                       |                       | …                   | …                            |  |  |       |  |  |                       |  |  |           |  |
|                       |                       | …                   | …                            |  |  |       |  |  |                       |  |  |           |  |
| …                     |                       | …                   |                              |  |  |       |  |  |                       |  |  |           |  |
|                       |                       | …                   | …                            |  |  |       |  |  |                       |  |  |           |  |
|                       |                       | …                   | …                            |  |  |       |  |  |                       |  |  |           |  |
|                       |                       | …                   | …                            |  |  |       |  |  |                       |  |  |           |  |
|                       |                       | …                   |                              |  |  |       |  |  |                       |  |  |           |  |